# Croyances traditionnelles rwandaises
 (juin 2022).
La mise en forme du texte ne suit pas les recommandations de Wikipédia : il faut le « wikifier ».
Les points d'amélioration suivants sont les cas les plus fréquents. Le détail des points à revoir est peut-être précisé sur la page de discussion.
- Les titres sont pré-formatés par le logiciel. Ils ne sont ni en capitales, ni en gras.
- Le texte ne doit pas être écrit en capitales (les noms de famille non plus), ni en gras, ni en italique, ni en « petit »…
- Le gras n'est utilisé que pour surligner le titre de l'article dans l'introduction, une seule fois.
- L'italique est rarement utilisé : mots en langue étrangère, titres d'œuvres, noms de bateaux, etc.
- Les citations ne sont pas en italique mais en corps de texte normal. Elles sont entourées par des guillemets français : « et ».
- Les listes à puces sont à éviter, des paragraphes rédigés étant largement préférés. Les tableaux sont à réserver à la présentation de données structurées (résultats, etc.).
- Les appels de note de bas de page (petits chiffres en exposant, introduits par l'outil «  Source ») sont à placer entre la fin de phrase et le point final[comme ça].
- Les liens internes (vers d'autres articles de Wikipédia) sont à choisir avec parcimonie. Créez des liens vers des articles approfondissant le sujet. Les termes génériques sans rapport avec le sujet sont à éviter, ainsi que les répétitions de liens vers un même terme.
- Les liens externes sont à placer uniquement dans une section « Liens externes », à la fin de l'article. Ces liens sont à choisir avec parcimonie suivant les règles définies. Si un lien sert de source à l'article, son insertion dans le texte est à faire par les notes de bas de page.
- La présentation des références doit suivre les conventions bibliographiques. Il est recommandé d'utiliser les modèles {{Ouvrage}}, {{Chapitre}}, {{Article}}, {{Lien web}} et/ou {{Bibliographie}}. Le mode d'édition visuel peut mettre en forme automatiquement les références.
- Insérer une infobox (cadre d'informations à droite) n'est pas obligatoire pour parachever la mise en page.

Pour une aide détaillée, merci de consulter Aide:Wikification.
Si vous pensez que ces points ont été résolus, vous pouvez retirer ce bandeau et améliorer la mise en forme d'un autre article.
Les Croyances traditionnelles rwandaises sont un ensemble complexe de spiritualité et de pratiques religieuses ancrées dans la culture rwandaise depuis les temps anciens. Ce mélange complexe continue de jouer un rôle important dans la vie quotidienne et spirituelle du peuple rwandais. Bien que fortement influencées par le christianisme et d'autres religions importées au fil des siècles, ces croyances autochtones restent un pilier dans la compréhension du monde et de l'au-delà. Le système traditionnel aborde des sujets comme la vie et la mort, le bien et le mal, et inclut des rites et des cérémonies spécifiques.

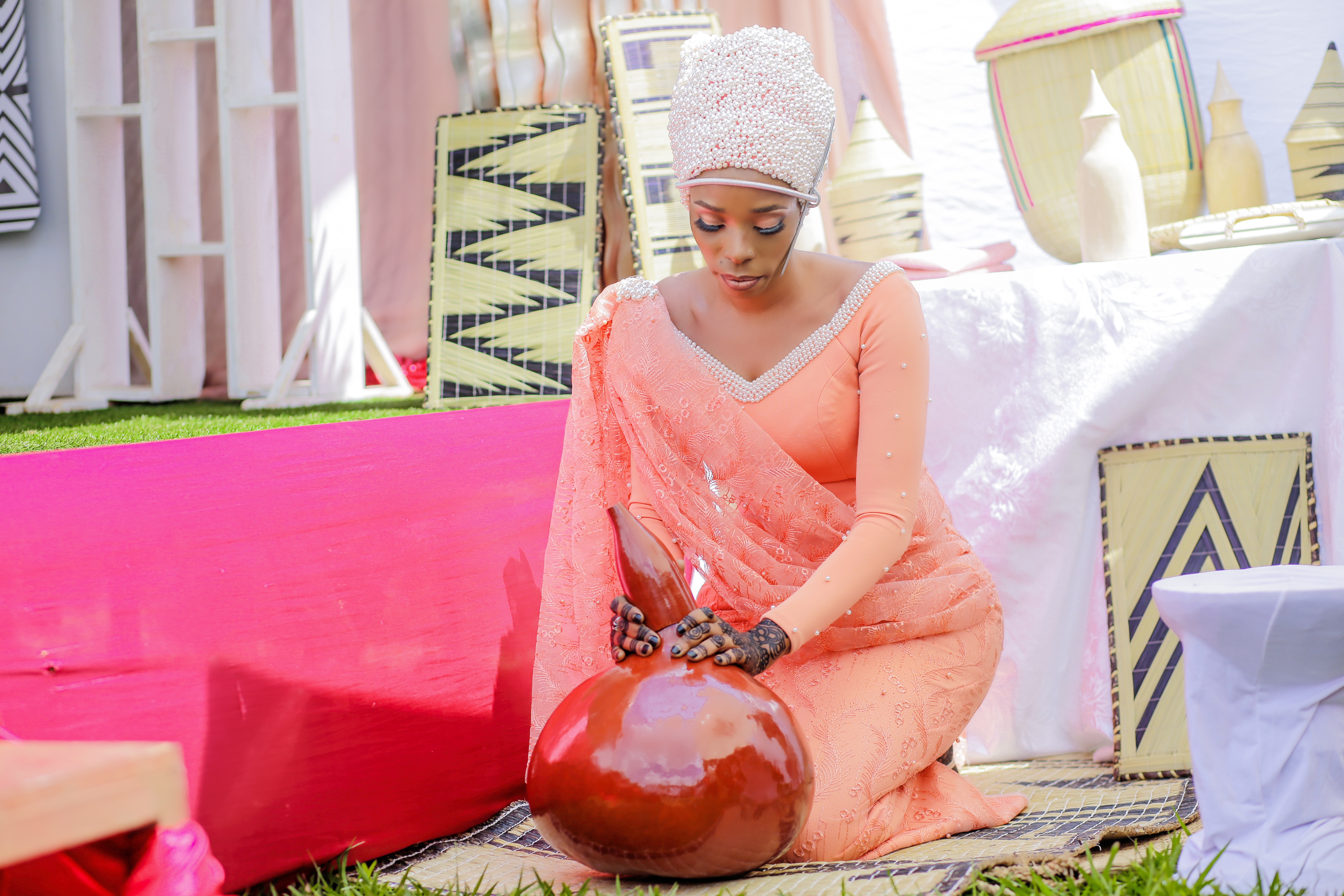
Gucunda amata

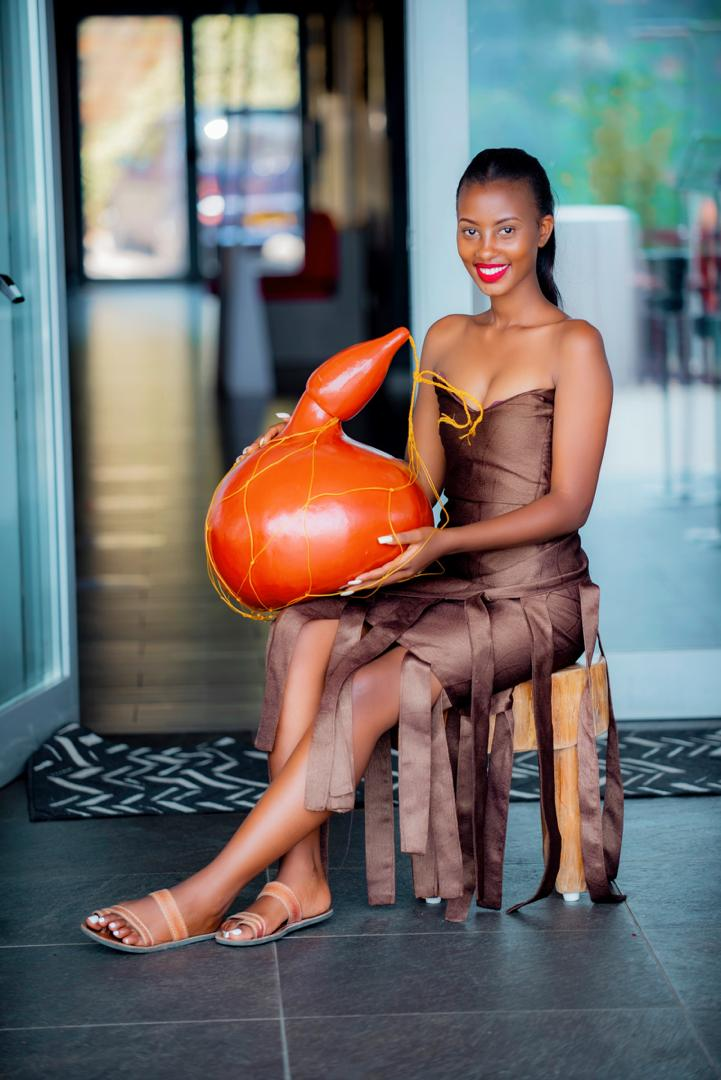
Inshabure

## Croyances Précoloniales

### Gucunda amata & Inshabure
Dans la cosmogonie rwandaise, la dualité entre la vie et la mort est capturée par les concepts de Gucunda amata et Inshabure. Gucunda amata, ou "donner du lait," est une métaphore pour la naissance et le début de la vie. Inshabure, d'autre part, est l'ombre invisible qui représente l'âme. Selon la tradition, quand une personne meurt, son corps devient inerte, mais son "Inshabure" continue de vivre dans un autre royaume, souvent considéré comme l'enfer.

### Ingabwa
Le concept d'Ingabwa est centré sur les esprits ancestraux et leur dualité intrinsèque. Dans la spiritualité rwandaise précoloniale, il y a des ancêtres bienveillants appelés "Ingabwa" et des esprits malveillants. Les bienveillants sont consultés pour la sagesse et la protection, tandis que les malveillants sont à éviter, car ils apportent malchance et maladie.

### Croyance en Dieu
Avant l'arrivée des religions monothéistes, les Rwandais avaient déjà un concept de Dieu suprême. Ce Dieu était désigné par plusieurs noms, reflétant différentes facettes de sa nature : 
IYAMBERE : L'Être Suprême, au-dessus de tout.
IYAKARE : L'Éternel, qui a toujours existé et existera toujours.
RUGABO : Le Tout-Puissant, capable de tout.

## Les conceptions de l'ésprit et de l'au-delà
Dans la cosmologie rwandaise, l'entité immatérielle et immortelle de l'homme est désignée par le terme 'Esprit'. Dérivé du verbe signifiant 'vivre', l'Esprit représente ce qui subsiste au-delà de la mort physique. Lorsqu'un corps cesse de vivre, perdant ainsi la 'chaleur' de la vie, il devient un cadavre, dépourvu de l'essence qui le rendait humain. C'est dans cet état que les Rwandais reconnaissent la transition de l'être vers le statut de 'fantôme' ou 'Inzimu'

## Nyabingi: une figure spirituelle centrale

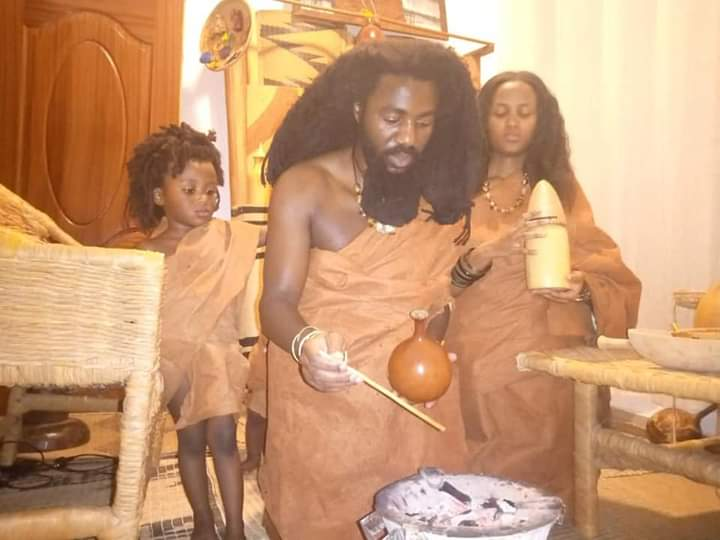
Inkanda: vêtements traditionnels des rois rwandais

Une figure prééminente dans la tradition spirituelle rwandaise est Nyabingi. Vue comme une entité éternelle et souvent associée à des qualificatifs maternels tels que 'Nyiramubyeyi' (Mère), 'Biheko', ou 'Nyirabiheko', cette figure varie selon les régions. Selon certaines traditions, Nyabingi est d'origine Ndorwa ou Karagwe et aurait reçu du Créateur le don d'immortalité. On dit qu'elle était une femme qui n'avait jamais pris d'époux,.
L'invocation de Nyabingi était considérée comme un moyen d'obtenir des faveurs, telles que la réussite, la guérison et la protection en cas de calamités,. Elle jouait un rôle de soutien essentiel dans les périodes de difficultés. Son culte, répandu dans les régions du nord et de l'ouest du Rwanda jusqu'au Mutara et au-delà, était parfois accompagné de rituels où l'on revêtait l'Inkanda, les vêtements traditionnels des rois rwandais, symbolisant la dignité et le lien avec le passé royal du pays.

## Départ
La croyance en l'influence néfaste des démons sur les vivants était profondément ancrée dans la culture rwandaise. Les pratiques d'Abandon étaient destinées à apaiser ces esprits afin d'éviter leur méfait. Des constructions spécifiques, telles que les maisons de Cyirima, étaient érigées comme sanctuaires pour les offrandes – haricots, lait et autres – dans le but de pacifier ces entités. Ces offrandes étaient effectuées avec des rituels de purification, par arrosage et libation, symbolisant la purification et le renouvellement.
Ces pratiques, intégrées dans la vie quotidienne, reflétaient une compréhension profonde du lien entre le physique et le spirituel. La cérémonie d'Abandon transcendait son aspect rituel pour tisser des liens d'unité et d'affection entre les vivants et les morts, soulignant que la mort n'était pas une barrière mais une transition vers une autre forme d'existence. Dans cette optique, les rites de Guterekera n'étaient pas seulement une forme de communication avec les ancêtres mais servaient également à guider les vivants dans leur conduite, en harmonie avec les désirs des esprits.
Le rôle des abris isolés dans les anciennes demeures rwandaises, servant de lieux de culte pour les défunts, était central. Ces espaces sacrés étaient le théâtre de rituels où l'on invoquait la bénédiction des ancêtres, renforçant ainsi la continuité et le respect des traditions au sein de la communauté.

## Rituels et cérémonies
Au cœur de la spiritualité rwandaise, les rituels et cérémonies comme le Guterekera servaient à renforcer les liens communautaires et familiaux. Ces pratiques impliquaient l'utilisation rituelle du feu, des grains de sorgho et le partage d'un rire collectif, symbolisant la prospérité et la victoire sur les adversités. Ces éléments n'étaient pas de simples actes matériels; ils représentaient une connexion profonde avec le monde spirituel et les ancêtres.
Le processus cérémoniel comportait plusieurs étapes, évoquant les sacrements de la foi chrétienne, tout en étant profondément ancré dans la tradition rwandaise. Chaque étape avait une signification précise, façonnant l'identité spirituelle et sociale de l'individu au sein de la communauté.
L'importance accordée à la purification, à l'intégration et à la protection au travers de ces rituels reflétait une cosmologie où le spirituel et le temporel étaient intimement liés, guidant ainsi les individus dans leur relation aux vivants, aux morts, et au cosmos.

## Métaphore de crucifixion
Dans la tradition rwandaise, le terme "crucifixion" s'éloigne de sa connotation chrétienne pour embrasser un sens métaphorique lié à l'abandon des démons ou à l'acte d'abomination. Cela fait écho au rituel de Kubandwa, qui représente l'initiation et l'intégration au sein de la communauté des Imandwa, évoquant les sacrements chrétiens pour en faciliter la compréhension à un public francophone.
Le rôle de Ryangombe et l'arrivée des Imandwa de l'Ouganda au Rwanda symbolisent le passage de l'individu à un état de conscience élevé, à travers une série de rituels. Ces cérémonies marquent une transformation profonde, comparables aux étapes de la vie spirituelle chrétienne — le baptême, la confirmation et l'eucharistie — mais ancrées dans l'identité culturelle rwandaise.
Il est essentiel de distinguer ces pratiques des rituels royaux ; le roi ne subissait pas le Kubandwa, affirmant ainsi la séparation entre le pouvoir séculier et la sphère spirituelle. Cette distinction met en lumière la souveraineté culturelle et spirituelle du Rwanda.
Dans ce contexte, la "crucifixion" n'est pas un sacrifice au sens littéral, mais une métaphore de la purification et de l'engagement envers la communauté des esprits. Ce n'est pas un acte de renonciation, mais une affirmation de l'appartenance et de l'identité culturelle,.

## Divination
La divination dans la tradition rwandaise s'étend au-delà de la simple prévision de l'avenir pour englober une compréhension profonde du caché et de l'invisible, ainsi que des changements et des possibilités à venir. Ce savoir ésotérique, intrinsèquement lié aux désirs et conseils des esprits ancestraux, orientait la vie quotidienne des individus.
Le rôle de la divinatrice, souvent interprété par une sorcière, était central dans ces pratiques. Elle était perçue comme celle qui pouvait discerner les messages divins derrière les symboles terrestres, agissant comme un médium entre le monde physique et le spirituel. Les méthodes de divination étaient diverses et pouvaient inclure la prophétie, l'interprétation de la graisse animale, la divination par le bétail, l'ossomancie (divination par les os), les rituels aviaires et l'utilisation d'huiles sacrées.
Cette tradition de divination révèle une caractéristique fondamentale de la société rwandaise : l'importance de l'orientation et du conseil spirituel. Contrairement aux traditions monothéistes qui retracent leur origine à des figures prophétiques — comme Jésus pour les chrétiens, Mahomet pour les musulmans, ou Moïse pour les juifs — les croyances rwandaises ne sont pas attribuées à un fondateur humain mais sont considérées comme issues directement du Dieu créateur. Pour les Rwandais, ces croyances sont perçues comme ayant été implantées par Dieu dans l'âme de son peuple, reflétant une foi naturelle distincte de celles fondées sur des figures envoyées par Dieu.
En contraste avec d'autres religions qui possèdent des lieux de culte définis, des dirigeants et des rites établis, les croyances traditionnelles rwandaises voyaient le cœur et l'esprit de l'homme comme leur véritable église. La divinité pouvait être adorée en tout lieu et par quiconque, reflétant une démocratisation du sacré où la communication avec le Créateur était accessible à tous. Néanmoins, certaines personnes étaient reconnues comme ayant une relation plus directe avec le divin, agissant comme des intermédiaires familiaux ou communautaires lors des prières et rituels.
Cette perspective sur la divination et la spiritualité met en lumière un aspect unique de la cosmologie rwandaise où la relation avec le divin est à la fois personnelle et communautaire, imprégnant tous les aspects de l'existence.